# Olaf Ørvig
Olaf Ørvig (ur. 26 listopada 1889 w Kragerø, zm. 25 czerwca 1939 w Bergen) – norweski żeglarz, olimpijczyk, zdobywca złotego medalu w regatach na Letnich Igrzyskach Olimpijskich w 1920 roku w Antwerpii.
Na Letnich Igrzyskach Olimpijskich 1920 zdobył złoto w żeglarskiej klasie 12 metrów (formuła 1919). Załogę jachtu Heira II tworzyli również Johan Friele, Erik Ørvig, Thor Ørvig, Arthur Allers, Christen Wiese, Martin Borthen, Egill Reimers i Kaspar Hassel.
Brat Erika i Thora Ørviga.